# Kościół Wniebowzięcia Najświętszej Maryi Panny w Nowym Objezierzu
Kościół Wniebowzięcia Najświętszej Maryi Panny w Nowym Objezierzu – zabytkowy, kamienno-ceglany, katolicki kościół filialny, znajdujący się we wsi Nowe Objezierze (powiat gryfiński). Należy do parafii w Klępiczu.

## Historia
Obiekt zbudowano z granitowych ciosów w drugiej połowie XIII wieku. W XIV i XV wieku wieś zamieszkiwali waldensi, w związku z czym jeden z papieskich inkwizytorów nazwał ją heretycką. W XVI wieku budowla należała do klasztoru cysterskiego z Cedyni. Wieżę przebudowano w latach 1898-1902. Jako katolicki poświęcony został 17 lipca 1945.

## Architektura

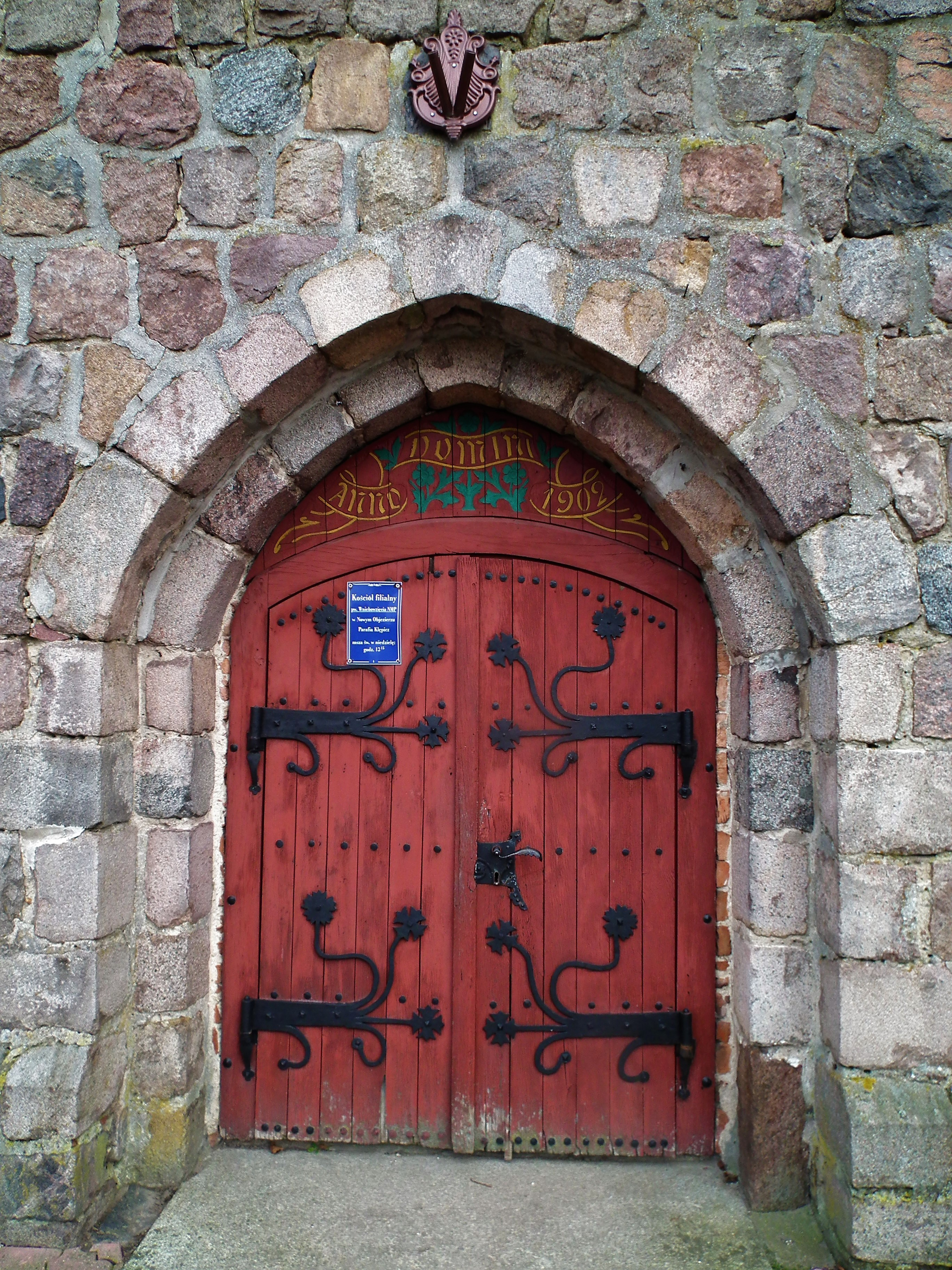
Portal

Kościół jest salowy, orientowany, kryty stropem belkowym, wzniesiony na rzucie prostokąta. Z pierwotnego założenia późnoromańskiego zachował się jedynie fragment południowej ściany, z ukośnie profilowanym cokołem i z ostrołukowym portalem z trzema uskokami.

## Wnętrze
Nad prezbiterium występuje sklepienie krzyżowe. Z 1902 pochodzą: ambona, rozeta i ławki (neogotyckie). Prospekt organowy jest neorenesansowy. Dzwon pochodzi z 1714. Dawniej w kościele stał drewniany ołtarz szafkowy, ale został przeniesiony do katedry szczecińskiej.